# Джордже Милич
Джордже Милич (сербохорв. Đorđe Milić, нар. 27 жовтня 1943, Белград) — югославський футболіст, що грав на позиції нападника. По завершенні ігрової кар'єри — тренер, відомий роботою з низкою турецьких команд.
Виступав, зокрема, за клуб «Воєводина», а також національну збірну Югославії.
Чемпіон Югославії. Володар Кубка Туреччини. Чемпіон Туреччини (як тренер). 

## Клубна кар'єра
У дорослому футболі дебютував 1960 року виступами за команду клубу «Воєводина», в якій провів шість сезонів, взявши участь у 53 матчах чемпіонату. За цей час виборов титул чемпіона Югославії.
У сезоні 1966/67 грав за «Црвену Звезду», а 1968 року виїхав за кордон, ставши гравцем нідерландського «Утрехта», в якому протягом сезону провів лише 5 матчів.
Завершував кар'єру в Туреччині, протягом 1971–1973 років за «Аданаспор», а від 1973 до 1975 року — за «Бешикташ».

## Виступи за збірну
1964 року провів свою першу і єдину офіційну гру у складі національної збірної Югославії.

## Кар'єра тренера
Розпочав тренерську кар'єру невдовзі по завершенні кар'єри гравця, 1977 року, очоливши тренерський штаб клубу «Аданаспор».
1980 року став головним тренером команди «Бешикташ», тренував стамбульську команду три роки. В сезоні 1981/82 привів цю команду до перемоги у чемпіонаті Туреччини.
Згодом протягом 1985 року очолював тренерський штаб клубу «Бурсаспор», а протягом 1989–1990 років тренував «Аданаспор».
Останнім місцем тренерської роботи був клуб «Бурсаспор», головним тренером команди якого Джордже Милич був протягом 1991 року.

## Титули і досягнення

### Як гравця
- Чемпіон Югославії (1):

«Воєводина»: 1965-1966
- Володар Кубка Туреччини (1):

«Бешикташ»: 1974-1975
- Володар Суперкубка Туреччини (1):

«Бешикташ»: 1974

### Як тренера
- Чемпіон Туреччини (1):

«Бешикташ»: 1981-1982